# 14 Возничего
14 Возничего (лат. 14 Aurigae, HD 33959) — кратная звезда в созвездии Возничего на расстоянии приблизительно 269 световых лет (около 82 парсеков) от Солнца.
Пара первого и второго компонентов (KW Возничего (лат. KW Aurigae), HD 32537A) — двойная вращающаяся эллипсоидальная переменная звезда (ELL). Видимая звёздная величина звезды — от +5,08m до +4,95m. Орбитальный период — около 3,7887 суток. Возраст звезды оценивается как около 609 млн лет.

## Характеристики
Первый компонент (KW Возничего (лат. KW Aurigae)) — белая пульсирующая переменная звезда типа Дельты Щита (DSCTC) спектрального класса A9IV или A9V. Масса — около 1,64 солнечной, радиус — около 4,18 солнечных, светимость — около 54,558 солнечных. Эффективная температура — около 7669 К.
Третий компонент (CCDM J05154+3242B) — жёлтый карлик спектрального класса G-F. Видимая звёздная величина звезды — +11,1m. Радиус — около 1,5 солнечных, светимость — около 2,54 солнечных. Эффективная температура — около 5943 К. Удалён на 11,1 угловых секунды.
Четвёртый компонент (HD 33959Ca1) — жёлто-белая звезда спектрального класса F5V. Видимая звёздная величина звезды — +7,4m. Радиус — около 1,41 солнечного, светимость — около 3,455 солнечных. Эффективная температура — около 6632 К. Удалён на 14,6 угловых секунды.
Пятый компонент (HD 33959Ca2) — красный карлик спектрального класса M3V:. Орбитальный период вокруг четвёртого компонента — около 2,9934 суток.
Шестой компонент (HD 33959Cb) — белый карлик спектрального класса WDA. Орбитальный период вокруг пары четвёртого и пятого компонентов — около 1300 лет.
Седьмой компонент (CCDM J05154+3242D) — голубая звезда спектрального класса OB. Видимая звёздная величина звезды — +10,4m. Эффективная температура — около 8652 К. Удалён на 184 угловых секунды.